# Hjälp!
För andra betydelser, se Hjälp.
Hjälp! (engelska: Help!) är en brittisk komedifilm med The Beatles som hade biopremiär i Storbritannien den 29 juli 1965 i regi av Richard Lester. Hjälp! är The Beatles andra film (den första är Yeah! Yeah! Yeah!, på engelska A Hard Day's Night). Filmen gjordes i anslutning till albumet Help! som kom ut samma år.

## Handling
Filmen börjar med att en kvinna ska offras till den onde guden Kahili. Hon ligger på altaret, är rödmålad, och allt är klart för offrandet. Men när prästen ska hugga kniven i henne upptäcker hennes syster att hon inte har "offerringen" på sig! 
Det visar sig att det är Ringo Starr som fått ringen skickad till sig av en beundrarinna. Nu börjar sekten jaga Ringo med rödfärg och långa knivar, för att få sitt offer. Ringo söker upp två vetenskapsmän som ska hjälpa honom att få av sig ringen, eftersom den sitter fast på fingret. 
Men de lyckas inte, och nu vill även vetenskapsmännen få tag på ringen, eftersom den verkar vara oförstörbar. Så Beatles flyr från sina förföljare genom både Alperna och Bahamas, utan större framgång.

## Rollista i urval
- John Lennon - sig själv
- Paul McCartney - sig själv
- George Harrison - sig själv
- Ringo Starr - sig själv
- Eleanor Bron - Ahme
- Leo McKern - Clang
- John Bluthal - Bhuta
- Patrick Cargill - Superintendent Gluck
- Victor Spinetti - Foot
- Roy Kinnear - Algernon
- Alfie Bass - dörrvakt
- Warren Mitchell - Abdul
- Peter  Copley - Jeweler
- Bruce Lacey - gräsklippare
- Durra - magdansare
- Mal Evans - kanalsimmare (ej krediterad)
- Gretchen Franklin - granne (ej krediterad)
- Dandy Nichols - granne (ej krediterad)
- Jeremy Lloyd - restaurangägare (ej krediterad)
- John Louis Mansi

## Musik i filmen
- "Help!"
- "You're Gonna Lose That Girl"
- "Another Girl"
- "You've Got To Hide Your Love Away"
- "I Need You"
- "The Night Before"
- "Ticket To Ride"

Samtliga låtar finns på A-sidan av LP:n Help! (1965).

### Fotnoter
1. ↑  ”Help!” (på engelska). Internet Movie Databse. 29 juli 1965. http://www.imdb.com/title/tt0059260/releaseinfo?ref_=tt_ov_inf. Läst 25 september 2016.